# فينغ فينغ
فينغ فينغ (بالصينية: 冯峰) (22 ديسمبر 1968 في الصين - ) هو لاعب كرة قدم صيني في مركز الوسط. لعب مع غوانغجو إفرغراند تاوباو ونادي غوانغجو آر أند إف وSichuan First City F.C. ‏ وChengdu Tiancheng F.C. ‏ وBayi Football Team ‏.

## وصلات خارجية
- فينغ فينغ على موقع قاعدة بيانات كرة القدم.إي يو (الإنجليزية)